# Liga Espanhola de Basquetebol de 1958
A Temporada da Liga Espanhola de Basquetebol de 1958 foi a segunda edição da Liga Espanhola disputada entre 19 de janeiro e 18 de maio de 1958. O Real Madrid conquistou seu segundo título e de quebra teve o cestinha da competição, Alfonso Martínez, novamente.

## Clubes e Sedes
| Clube           | Cidade    |
| --------------- | --------- |
| CF Barcelona    | Barcelona |
| Real Madrid CF  | Madrid    |
| Club Joventut   | Badalona  |
| CB Estudiantes  | Madrid    |
| CB Orillo Verde | Sabadell  |
| CB Aismalíbar   | Moncada   |
| Club Hesperia   | Madrid    |
| Canoe NC        | Madrid    |
| RCD Español     | Barcelona |
| CD Layetano     | Barcelona |

## Classificação
| Pos | Clube                     | J  | V  | E | D  | P+    | P-    | Pts | Classificação ou rebaixamento |
| --- | ------------------------- | -- | -- | - | -- | ----- | ----- | --- | ----------------------------- |
| 1   | Real Madrid CF            | 18 | 16 | 0 | 2  | 1.241 | 880   | 32  | Copa Europeia                 |
| 2   | Club Juventud de Badalona | 18 | 14 | 1 | 3  | 1.059 | 821   | 29  |                               |
| 3   | CB Aismalíbar             | 18 | 13 | 0 | 5  | 1.031 | 866   | 26  |                               |
| 4   | CB Orillo Verde           | 18 | 13 | 0 | 5  | 1.054 | 893   | 26  |                               |
| 5   | CB Estudiantes            | 18 | 11 | 1 | 6  | 879   | 861   | 23  |                               |
| 6   | Club Hesperia             | 18 | 7  | 0 | 11 | 1.028 | 1.032 | 14  |                               |
| 7   | RCD Español               | 18 | 7  | 0 | 11 | 943   | 1.092 | 14  |                               |
| 8   | CF Barcelona              | 18 | 4  | 0 | 14 | 791   | 938   | 8   |                               |
| 9   | CD Layetano               | 18 | 2  | 0 | 16 | 759   | 1.125 | 4   | playoff de rebaixamento       |
| 10  | Canoe NC                  | 18 | 2  | 0 | 16 | 814   | 1.091 | 4   | playoff de rebaixamento       |

| Campeões 1958         |
| --------------------- |
| Real Madrid 2º Titulo |